# Liste des plus gros succès du box-office à Paris
Cet article présente le box-office de la ville de Paris et sa périphérie.
La couleur       indique les films en cours de diffusion.

## Les 50 premiers films au box-office parisien
Les pays producteurs dans le Top 100
- États-Unis : 27 films
- France : 20 films
- Royaume-Uni : 4 films
- Italie : 3 films
- Espagne : 1 film

| Rang | Titre                                          | Réalisateur | Année | Entrées   | Pays                                            |
| ---- | ---------------------------------------------- | --- | ----- | --------- | ----------------------------------------------- |
| 1    | Autant en emporte le vent                      | Victor Fleming | 1950  | 4 784 953 | Drapeau des États-Unis                          |
| 2    | Le Livre de la jungle                          | Wolfgang Reitherman | 1967  | 4 363 902 | Drapeau des États-Unis                          |
| 3    | Intouchables                                   | Éric Toledano / Olivier Nakache                                                                                                | 2011  | 3 610 778 | Drapeau de la France                            |
| 4    | Les Aristochats                                | Wolfgang Reitherman | 1971  | 3 413 184 | Drapeau des États-Unis                          |
| 5    | Titanic                                        | James Cameron | 1998  | 3 391 391 | Drapeau des États-Unis                          |
| 6    | Emmanuelle                                     | Just Jaeckin | 1974  | 3 343 355 | Drapeau de la France                            |
| 7    | Blanche-Neige et les Sept Nains                | David Hand | 1937  | 3 330 375 | Drapeau des États-Unis                          |
| 8    | Bambi                                          | David Hand | 1948  | 3 233 406 | Drapeau des États-Unis                          |
| 9    | Il était une fois dans l'Ouest                 | Sergio Leone | 1969  | 3 205 713 | Drapeau de l'Italie · Drapeau des États-Unis    |
| 10   | Bienvenue chez les Ch'tis                      | Dany Boon | 2008  | 3 053 568 | Drapeau de la France                            |
| 11   | Avatar                                         | James Cameron | 2009  | 3 047 046 | Drapeau des États-Unis                          |
| 12   | Le Corniaud                                    | Gérard Oury | 1965  | 2 743 707 | Drapeau de la France                            |
| 13   | Cendrillon                                     | Wilfred Jackson / Clyde Geronimi / Hamilton Luske                                                                              | 1950  | 2 605 142 | Drapeau des États-Unis                          |
| 14   | Qu'est-ce qu'on a fait au Bon Dieu ?           | Philippe de Chauveron | 2014  | 2 601 250 | Drapeau de la France                            |
| 15   | Les Visiteurs                                  | Jean-Marie Poiré | 1993  | 2 551 408 | Drapeau de la France                            |
| 16   | Le Petit Monde de don Camillo                  | Julien Duvivier | 1957  | 2 520 873 | Drapeau de la France · Drapeau de l'Italie      |
| 17   | West Side Story                                | Robert Wise / Jerome Robbins                                                                                                   | 1962  | 2 487 030 | Drapeau des États-Unis                          |
| 18   | Pinocchio                                      | Hamilton Luske / Ben Sharpsteen                                                                                                | 1946  | 2 482 788 | Drapeau des États-Unis                          |
| 19   | Le Dictateur                                   | Charlie Chaplin | 1945  | 2 448 728 | Drapeau des États-Unis                          |
| 20   | Les Dix Commandements                          | Cecil B. DeMille | 1956  | 2 350 592 | Drapeau des États-Unis                          |
| 21   | La Belle et le Clochard                        | Hamilton Luske / Wilfred Jackson / Clyde Geronimi                                                                              | 1955  | 2 350 111 | Drapeau des États-Unis                          |
| 22   | Avatar : La Voie de l'eau                      | James Cameron | 2022  | 2 328 356 | Drapeau des États-Unis                          |
| 23   | Le Pont de la rivière Kwaï                     | David Lean | 1957  | 2 282 648 | Drapeau des États-Unis · Drapeau du Royaume-Uni |
| 24   | Orange mécanique                               | Stanley Kubrick | 1972  | 2 243 829 | Drapeau des États-Unis                          |
| 25   | La Grande Vadrouille                           | Gérard Oury | 1966  | 2 241 592 | Drapeau de la France · Drapeau du Royaume-Uni   |
| 26   | Les 101 Dalmatiens                             | Wolfgang Reitherman / Clyde Geronimi / Hamilton Luske                                                                          | 1961  | 2 204 811 | Drapeau des États-Unis                          |
| 27   | Trois hommes et un couffin                     | Coline Serreau | 1985  | 2 195 317 | Drapeau de la France                            |
| 28   | E.T. l'extra-terrestre                         | Steven Spielberg | 1982  | 2 144 501 | Drapeau des États-Unis                          |
| 29   | Ben-Hur                                        | William Wyler | 1960  | 2 132 614 | Drapeau des États-Unis                          |
| 30   | Astérix & Obélix : Mission Cléopâtre           | Alain Chabat | 2002  | 2 109 169 | Drapeau de la France                            |
| 31   | Star Wars, épisode VII : Le Réveil de la Force | J. J. Abrams | 2015  | 2 089 446 | Drapeau des États-Unis                          |
| 32   | Les Aventures de Rabbi Jacob                   | Gérard Oury | 1973  | 2 028 282 | Drapeau de la France                            |
| 33   | Le Grand Bleu                                  | Luc Besson | 1988  | 1 992 658 | Drapeau de la France                            |
| 34   | Le Roi Lion                                    | Roger Allers / Rob Minkoff | 1994  | 1 946 570 | Drapeau de la France                            |
| 35   | Les Enfants du paradis                         | Marcel Carné | 1945  | 1 945 381 | Drapeau de la France                            |
| 36   | Robin des Bois                                 | Wolfgang Reitherman | 1974  | 1 917 049 | Drapeau des États-Unis                          |
| 37   | Le Fabuleux Destin d'Amélie Poulain            | Jean-Pierre Jeunet | 2001  | 1 898 423 | Drapeau de la France                            |
| 38   | La Guerre des boutons                          | Yves Robert | 1962  | 1 896 582 | Drapeau de la France                            |
| 39   | Pour qui sonne le glas                         | Sam Wood | 1947  | 1 881 311 | Drapeau des États-Unis                          |
| 40   | Le Bon, la Brute et le Truand                  | Sergio Leone | 1947  | 1 875 096 | Drapeau de l'Italie · Drapeau de l'Espagne      |
| 41   | Skyfall                                        | Sam Mendes | 2012  | 1 855 397 | Drapeau du Royaume-Uni                          |
| 42   | Jour de fête                                   | Jacques Tati | 1949  | 1 853 061 | Drapeau de la France                            |
| 43   | Le Dernier Tango à Paris                       | Bernardo Bertolucci | 1972  | 1 851 791 | Drapeau de la France                            |
| 44   | Le Troisième Homme                             | Carol Reed | 1949  | 1 811 472 | Drapeau du Royaume-Uni                          |
| 45   | Les Vacances de monsieur Hulot                 | Jacques Tati | 1953  | 1 802 401 | Drapeau de la France                            |
| 46   | Fantasia                                       | James Algar / Samuel Armstrong / Ford Beebe / Norman Ferguson / Thornton Hee / Wilfred Jackson / Hamilton Luske / Bill Roberts | 1946  | 1 766 034 | Drapeau des États-Unis                          |
| 47   | Les Valseuses                                  | Bertrand Blier | 1974  | 1 759 035 | Drapeau de la France                            |
| 48   | Spider-Man: No Way Home                        | Jon Watts | 2021  | 1 738 241 | Drapeau des États-Unis                          |
| 49   | L'Arnaque                                      | George Roy Hill | 1974  | 1 736 061 | Drapeau des États-Unis                          |
| 50   | Le Docteur Jivago                              | David Lean | 1966  | 1 731 180 | Drapeau des États-Unis                          |